# Brownlow Hill
Brownlow Hill är en ort i Australien. Den ligger i kommunen Northern Beaches och delstaten New South Wales, i den sydöstra delen av landet, omkring 54 kilometer väster om delstatshuvudstaden Sydney. Antalet invånare är 379.
Närmaste större samhälle är Ingleburn, omkring 19 kilometer öster om Brownlow Hill.
Runt Brownlow Hill är det i huvudsak tätbebyggt. Runt Brownlow Hill är det tätbefolkat, med 297 invånare per kvadratkilometer. Genomsnittlig årsnederbörd är 1 288 millimeter. Den regnigaste månaden är februari, med i genomsnitt 215 mm nederbörd, och den torraste är juli, med 34 mm nederbörd.